# Кошари (зупинний пункт)
Коша́ри (також Старі Кошари) — пасажирський залізничний зупинний пункт Рівненської дирекції Львівської залізниці.
Розташований у селі Старі Кошари, Ковельський район, Волинської області на лінії Ковель — Ягодин між станціями Ковель (15 км) та Мацеїв (11 км).
Станом на лютий 2019 року щодня три пари дизель-потягів прямують за напрямком Ковель-Пасажирський — Ягодин.